# Augustin Katumba Mwanke
Augustin Katumba Mwanke (* 5. Oktober 1963 in Pweto, Ober-Katanga; † 12. Februar 2012 in Bukavu) war ein Politiker aus der Demokratischen Republik Kongo. Er war ein enger Berater von Joseph Kabila und bekleidete unterschiedliche Positionen. Das UN Panel of Experts bezeichnet ihn in einem Bericht an den Sicherheitsrat der Vereinten Nationen als einen der wichtigsten Personen bei der Plünderung der Bergbauressourcen der Demokratischen Republik Kongo.

## Leben
Mwanke war von April 1998, nach dem Ende der Diktatur von Mobutu Sese Seko, bis April 2001 Gouverneur der Provinz Katanga. In der Folge sorgte er 1998 für die Übertragung des staatlichen Bergbauunternehmens Gécamines, das Konzessionen in Katanga besaß, an Ridgepointe Overseas, einem Unternehmen von Billy Rautenbach, einem Investor aus Simbabwe. Er unterstützte Kabila nach der Ermordung von dessen Vater 2001 und war in der Folgezeit in der Bergbauindustrie tätig. Im November 2002 musste er die Regierung verlassen. Im Juli 2003 ernannte ihn Kabila zum Generalsekretär der Übergangsregierung. 2002 bis 2004 war er Vorstandsmitglied in der Anvil Mining Ltd. Im Januar 2004 ernannte ihn Kabila zu einem Botschafter („Roving Ambassador“). 2009 wurde sein Onkel Vorsitzender des staatlichen Bergbauunternehmens Gécamines. Bei den Wahlen 2011 wurde er als Abgeordneter von Pweto bestätigt.
Mwanke kam am 12. Februar 2012 bei einem Unfall mit einer Gulfstream IV ums Leben, als das Flugzeug über die Landebahn am Flughafen von Bukavu hinaus schoss. Mit ihm starben der Pilot und der Kopilot sowie zwei Personen am Boden. Der Präsidentenberater, Marcellin Cishambo, Finanzminister Matata Ponyo und Chefdiplomat Antoine Ghonda überlebten schwerverletzt. Auch an Bord waren der Geschäftsmann Bertrand Bisengimana und der Vizechef der Schuldenverwaltungsbehörde Ogedep, Oscar Gema.